# Римский мартиролог

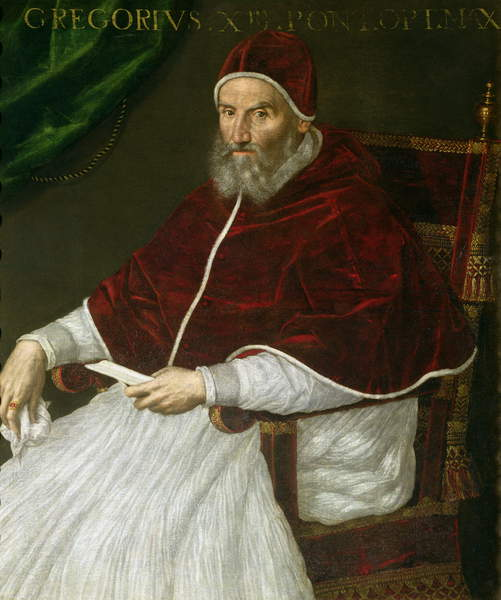
Папа римский Григорий XIII, при котором был создан римский мартиролог.

Римский мартиролог (греч. μάρτυς (mártys) — «свидетель», отсюда позднее лат. Martyr — «мученик») — единый официальный мартиролог (список святых, вопреки названию, не только мучеников) Католической церкви, литургическая книга, которая, наряду с Римским календарём, определяет структуру литургического года. Мартиролог, как и многие другие католические религиозные тексты, написан на латыни.
Мартирологи составлялись с давних времён, но, как правило, имели местный характер, то есть список мучеников различался от провинции к провинции. Известностью пользовался, в частности, Мартиролог Иеронима, составление которого приписывается святому Иерониму, и который восходит к первому тысячелетию нашей эры.
Римский мартиролог, соединивший данные местных мартирологов, был впервые издан в 1583 году, при папе римском Григории XIII, который более всего известен как реформатор календаря (Григорианский календарь). Его редактированием занимался известный католический историк, кардинал Цезарь Бароний (Чезаре Баронио), совместно с менее известным кардиналом Гульельмо Сирлето.
Составление мартиролога было связано не только с календарной реформой, но и стало ответом церкви на события Реформации, так как протестанты отрицали почитание святых. Римский мартиролог должен был, по замыслу создателей, сделать почитание святых в католицизме более систематизированным, единообразным от епархии к епархии, и, следовательно, более авторитетным в глазах прихожан, хотя ни о каком научном подходе (в современном смысле) к фактам о мучениках, изложенных в мартирологе, речи не шло.
За последующие века в мартиролог неоднократно вносились изменения, в основном, связанные с прославлением новых святых. Предпоследняя на данный момент редакция была сделана в 1956 году, следующая — в 2001. В этом последнем издании были учтены решения Второго Ватиканского собора, и из списка было исключено множество святых, чья деятельность не была признана подтверждённой документально. Тем не менее, даже после этого святых в мартирологе осталось около семи тысяч.
Информация о каждом святом включает день его памяти, лик святости (сам этот термин в католичестве не используется, а разделение святых по группам несколько отличается от принятого в православии) — дева, апостол, мученик, исповедник и др, и краткие биографические данные.
За редактирование мартиролога в настоящее время отвечает Дикастерия богослужения и дисциплины таинств. Несмотря на размеры списка, он не претендует на стопроцентную полноту, и в местных епархиях к нему могут добавлять должным образом утверждённые приложения со списками местночтимых святых.
Чтение мартиролога на соответствующий день является частью католической литургии.